# Jehuda Harburger
Jehuda Harburger (geboren am 16. Januar 1809 in Bayreuth; gestorben am 4. Februar 1854 in Reckendorf, Oberfranken) war ein deutscher Rabbiner.

## Leben und Wirken
Jehuda Harburger war der älteste Sohn des Siegellackfabrikanten Isaac Harburger und der Babett Bachmann. Im Jahre 1822 ging er an die Jeschiwa in Fürth. Nach dem Abitur besuchte er ab Oktober 1832 die Polytechnische Schule München, 1832/33 auch die Universität München. 1834 legte er in Bayreuth die rabbinische Staatsprüfung ab. Er besaß zwei rabbinische Diplome.
Harburger war Substitut bei Rabbiner Joseph Aub in Bayreuth. 1849 wurde er Rabbiner und Prediger in Güstrow, Mecklenburg-Schwerin. Von 1853 bis 1854 war er Distriktsrabbiner in Reckendorf, Oberfranken. Dort starb er an Typhus nach einem Jahr Ehe.

## Schriften (Auswahl)
- Massächäth Däräch ’Äräs Zūta’. Eine Sammlung der reinsten und kernhaftesten Sitten- und Anstandlehren der ältesten Rabbinen als ein würdiger Anhang zu den Sprüchen der Väter und als ein vortreffliches Sittenbüchlein für die isr. Jugend. Hrsg. mit einer getreuen Uebersetzung und erläuternden Anmerkungen. Selbstverlag, Bayreuth 1839.